# Jazz italiano
Il jazz italiano si riferisce alla musica jazz che viene suonata da musicisti italiani, o alla musica jazz che è in qualche modo collegata all'Italia.

## Origini
I concerti militari di James Reese Europe in Francia nella prima guerra mondiale nel 1919 sono stati considerati come un'introduzione della musica americana "sincopata". Eppure gli italiani ebbero un assaggio ancora prima di una nuova musica dall'altra parte dell'Atlantico quando un gruppo di cantanti e ballerini "creoli", annunciati come i "creatori del cakewalk" si esibirono all'Eden Theater di Milano nel 1904. 

Il quartetto Andreis 1938

Le prime vere e proprie orchestre jazz italiane, tuttavia, furono formate negli anni '30 da musicisti come Arturo Agazzi con la sua Syncopated Orchestra e Carlo Andreis con il suo Quartetto Andreis  (CETRA, 1937-1941), riscuotendo un immediato successo. Nonostante le politiche culturali antiamericane del regime fascista durante gli anni '30, il jazz americano rimase popolare. Anche Romano Mussolini, figlio di Benito, era un grande fan del jazz e poi un importante pianista jazz. Inoltre, nel 1935, il grande jazz americano con Louis Armstrong fece una tournée in Italia con grande successo.
Nell'immediato dopoguerra il jazz decollò in Italia. Tutti gli stili jazz americani del dopoguerra, dal be-bop a free jazz e al fusion hanno i loro equivalenti in Italia. I più dotati esponenti della musica jazz di questo periodo, dagli anni '40 agli anni '60, sono musicisti come Gorni Kramer, Giorgio Gaslini, Lelio Luttazzi e Franco Cerri, il compositore Bruno Martino e grandi cantanti come Natalino Otto, Jula de Palma, Nicola Arigliano e Johnny Dorelli. L'universalità della cultura italiana garantiva che i jazz club sarebbero sorti in tutta la penisola, che tutte le radio e poi gli studi televisivi avrebbero avuto "house-band" basate sul jazz, che i musicisti italiani avrebbero poi iniziato a coltivare un tipo di jazz "fatto in casa", basato su forme di canzone europea, tecniche di composizione classica e musica folk, ad esempio, in Sicilia, dove Enzo Rao e il suo gruppo Shamal aggiunsero influenze autoctone siciliane e arabe native al jazz americano.
Il jazz registrato in Italia dal 1912 al 1950 è praticamente sconosciuto, anche se in quegli anni furono effettuate in Italia un numero notevole di registrazioni sia di musicisti italiani che stranieri. I dischi, tutti a 78 giri, sono rarità per collezionisti, in quanto le loro matrici originali furono distrutte sia nei devastanti bombardamenti della seconda guerra mondiale: la maggior parte delle case discografiche erano situate a Milano e Torino, due città gravemente danneggiate dalla guerra, oppure per l'insensatezza di tanti direttori di case discografiche che mandarono al macero le restanti registrazioni dell'epoca. Ciò nonostante, grazie a pochi collezionisti, il miglior jazz registrato in Italia dal 1912 al 1955 è stato ripubblicato: da Riviera Jazz Records. La storia del jazz italiano, fin dagli esordi, è stata scritta da Adriano Mazzoletti: "Il Jazz in Italia. Dalle origini alle Grandi Orchestre" e "Il Jazz in Italia. Dallo swing agli anni Sessanta", edito da E.D.T., Torino. Un libro fotografico con tutti i musicisti italiani delle origini, "L'Italia del Jazz" è stato pubblicato da Mastruzzi Editore, Rone.

## Jazz italiano contemporaneo
Attualmente diversi conservatori di musica italiani hanno dipartimenti di jazz, ci sono decine di festival jazz ogni anno in Italia, il più noto dei quali è l'Umbria Jazz Festival, e ci sono pubblicazioni di spicco come la rivista Musica Jazz. In Italia, oggi, è praticamente impossibile trovare una città di medie dimensioni senza un jazz club.